# Проналазачи (ТВ филм)
„Проналазачи” је југословенски телевизијски филм из 2000. године. Режирао га је Петар Цвејић а сценарио је написао Александар Обреновић.

## Улоге
| Глумац               | Улога              |
| -------------------- | ------------------ |
| Јасмина Аврамовић    | Ранка              |
| Драган Петровић Пеле | Лука               |
| Иван Бекјарев        | Јанко, проналазач  |
| Горјана Јањић        | Комшиница 2        |
| Велимир Косић        | Полицајац          |
| Милош Тимотијевић    | Инспектор полиције |
| Маја Вукојичић       | Комшиница 1        |